# El repatriado
El repatriado es una serie web mexicana producida por BTF Media para Star+. La serie se filmó en distintas locaciones de la Ciudad de México durante fines de 2020 e inicios de 2021. Un total de 10 episodios de 45 minutos fueron confirmados para la primera temporada. La historia gira en torno a Leonel Reina (Ricardo Abarca), quien desde niño se adaptó a la cultura estadounidense y logró convertirse en un boxeador profesional, pero de pronto debe sobrellevar una situación drámatica al ser deportado a México sorpresivamente. 
Se estrenó el 21 de septiembre de 2022 por Star+.

## Reparto
El elenco completo se confirmó en marzo de 2021 a través del portal de El Sol de México.
- Ricardo Abarca como Leonel Reina
- Paco Rueda como El Gordo
- Dagoberto Gama como Don Chucho
- Valeria Burgos como Miss Meche
- Coco Máxima como Yadi
- Armando Hernández como Trejo
- Sonya Smith como Abril
- Esteban Caicedo como Kevin
- Erick Cañete como Iker
- Ian Sebastián como Martín
- Chappell Bunch como Grace
- Raquel Robles como Mary, la hondureña
- Estrella Solís como Guadalupe Contreras